# صدرية
الصدرية أو الإثار أو مشد الصدر هو نوع من الملابس الداخلية النسائية (لانجري)، يشد على منطقة الصدر والثديين بغرض رفعهما إلى الأعلى، ويصل طولها إلى الخصر بالعادة.
ممكن أن تلبس الصدرية تحت الفساتين كبطانة في فساتين السهرة الشفافة، أو قميص داخلي أو سليب. تشبه الصدرية الباسك لكنها أقصر.

## طالع المزيد
- لانجري
- حمالة الصدر